# Seyðisfjarðarkaupstaður
Seyðisfjarðarkaupstaður – dawna gmina we wschodniej Islandii, w regionie Austurland, położona nad fiordem Seyðisfjörður. Granica gminy przebiegała wysokimi szczytami górskimi, sięgającymi 1150 m n.p.m., wznoszącymi się na dwóch półwyspach otaczających fiord.

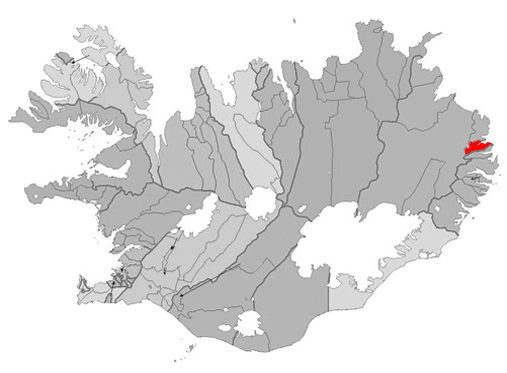
Położenie gminy Seyðisfjarðarkaupstaður na mapie administracyjnej kraju

W 2019 roku mieszkańcy gminy wyrazili zgodę na połączenie z gminami Borgarfjarðarhreppur, Djúpavogshreppur i Fljótsdalshérað. W 2020 roku nowa gmina przyjęła nazwę Múlaþing.
Przed rozwiązaniem gminy, zamieszkiwało ją 680 osób (2020), z tego zdecydowana większość w głównej miejscowości gminy Seyðisfjörður (659 mieszk.), położonej na końcu fiordu. Pojedyncze farmy znajdowały się na południowym i północnym wybrzeżu fiordu. Z głównym miastem regionu Egilsstaðir łączyła ją droga nr 93, przebiegająca przez przełęcz na wysokości około 580–600 m n.p.m.